# Le Mérévillois
Le Mérévillois é uma comuna francesa na região administrativa da Ilha de França, no departamento de Essonne. Estende-se por uma área de 32.97 km². Em 2010 a comuna tinha 3 355 habitantes (densidade: 101,8 hab./km²).
Foi criada em 1 de janeiro de 2019, após a fusão das antigas comunas de Méréville e Estouches.